# Спарта (хоккейный клуб, Сарпсборг)
«Спа́рта» (норв. Ishockeyklubben Sparta Sarpsborg) — норвежский хоккейный клуб из города Сарпсборг. Выступает в Норвежской хоккейной лиге.

## История
Хоккейный клуб «Спарта» был основан в 1958 году. В 1963 году в Сарпсборге был открыт новый стадион «Амфитеатр Спарта». Спустя три года после этого, команда выходит в чемпионат Норвегии, тем самым становясь первой командой чемпионата не из Осло. В следующем десятилетии команда балансировала между высшей и второй лигой. Успех к клубу пришёл в восьмидесятых годах, когда «Спарту» возглавил Лассе Бекман. В 1984 году команда стала чемпионом Норвегии, а в 1989 году повторила своё достижение. Однако вскоре у клуба начались финансовые проблемы, и в 1995 году команда снялась с чемпионата и объявила о банкротстве. Тем не менее, клуб удалось сохранить, и на следующий сезон «Спарта Уорриорз» заявилась в третий дивизион Норвегии. За два сезона команда смогла вернуться в чемпионат Норвегии, где и играет до сих пор. В 2004 году клуб сменил название на «Спарта Уорриорз». В 2007 году команда выиграла регулярный сезон, и серебро в плей-офф, а в 2011 году в третий раз в своей истории взяла золото чемпионата. С 2020 года клуб вернул себе изначальное название.

## Достижения
- Норвежская хоккейная лига:
  - Победители (3): 1984 , 1989 , 2011